# Cyathea glaberrima
Cyathea glaberrima är en ormbunkeart som beskrevs av Holtt. Cyathea glaberrima ingår i släktet Cyathea och familjen Cyatheaceae. Inga underarter finns listade.